# Women's International Champions Cup 2022
Navigation
Édition précédente
Le Tournoi féminin de l'International Champions Cup 2022 est la quatrième édition d'un tournoi amical international de football féminin parallèlement à l'édition masculine. Il se déroule du 17 au 20 août 2022.

## Format
Le tournoi conserve le format utilisé lors des précédentes éditions. Le tournoi 2022 propose ainsi deux demi-finales, le 17 août, suivis du match pour la troisième place et de la finale, le 20 août. Les quatre matches ont lieu à Portland (Oregon) au Providence Park.

## Équipes engagées
Quatre équipes participent au tournoi.
| Pays       | Équipe             | Récents résultats nationaux et continentaux                                                                            |
| ---------- | ------------------ | --- |
| Etats-Unis | Thorns de Portland | Women's International Champions Cup : vainqueur en 2021 NWSL : 1er de la saison régulière et demi-finaliste des séries |
| France     | Olympique lyonnais | Championnat de France : 1er en 2022 Ligue des champions : vainqueur en 2022                                            |
| Angleterre | Chelsea            | Championnat d'Angleterre : 1er en 2022 Coupe d'Angleterre : Vainqueur en 2022                                          |
| Mexique    | CF Monterrey       | Apertura 2021 : Vainqueur                                                                                              |

## Lieu
| Portland (Oregon) | [[Fichier:Usa edcp (+HI +AK) location map.svg\|354px\|{{#if:\|{{{alt}}}\|Women's International Champions Cup 2022 est dans la page Etats-Unis.]]Providence Park Women's International Champions Cup 2022 (Etats-Unis) |
| Providence Park   | [[Fichier:Usa edcp (+HI +AK) location map.svg\|354px\|{{#if:\|{{{alt}}}\|Women's International Champions Cup 2022 est dans la page Etats-Unis.]]Providence Park Women's International Champions Cup 2022 (Etats-Unis) |
| Capacité: 19 566  | [[Fichier:Usa edcp (+HI +AK) location map.svg\|354px\|{{#if:\|{{{alt}}}\|Women's International Champions Cup 2022 est dans la page Etats-Unis.]]Providence Park Women's International Champions Cup 2022 (Etats-Unis) |
|                   | [[Fichier:Usa edcp (+HI +AK) location map.svg\|354px\|{{#if:\|{{{alt}}}\|Women's International Champions Cup 2022 est dans la page Etats-Unis.]]Providence Park Women's International Champions Cup 2022 (Etats-Unis) |

## Matchs

### Demi-finales
| 17 août 2022                                                                 | Olympique lyonnais                  | 2 – 2                                                                           | Chelsea                                         | Providence Park, Portland |                           |
|                                                                              | Lindsey Horan 76e · Signe Bruun 88e | (0 – 1)                                                                         | 8e Sam Kerr ( Erin Cuthbert) · 55e Lauren James | Arbitrage : Natalie Simon | Arbitrage : Natalie Simon |
| Alice Marques 71e                                                            | Rapport                             | 45+3e Erin Cuthbert · 86e Ève Périsset ·                                        |                                                 | Arbitrage : Natalie Simon | Arbitrage : Natalie Simon |
| Lindsey Horan · Melvine Malard · Signe Bruun · Janice Cayman · Inès Benyahia | Tirs au but 4 – 3                   | Ève Périsset · Erin Cuthbert · Millie Bright · Aniek Nouwen · Kadeisha Buchanan |                                                 | Arbitrage : Natalie Simon | Arbitrage : Natalie Simon |

| 17 août 2022                                                                          | Thorns de Portland                  | 1 – 1                                                             | CF Monterrey                         | Providence Park, Portland  |                            |
|                                                                                       | (Janine Beckie ) Marissa Everett 5e | (1 – 0)                                                           | 68e Diana García ( Barbara Olivieri) | Arbitrage : Katja Koroleva | Arbitrage : Katja Koroleva |
| Kelli Hubly 45e                                                                       | Rapport                             | 45+3e Olivia Barbieri ·                                           |                                      | Arbitrage : Katja Koroleva | Arbitrage : Katja Koroleva |
| Morgan Weaver · Christine Sinclair · Hannah Betfort · Samantha Coffey · Janine Beckie | Tirs au but 2 – 3                   | Rebeca Bernal · Daniela Solis · Yamile Franco · Lizette Rodriguez |                                      | Arbitrage : Katja Koroleva | Arbitrage : Katja Koroleva |

### Match pour la3eplace
| 20 août 2022           | Thorns de Portland | 0 – 1             | Chelsea         | Providence Park, Portland  |                            |
|                        |                    | (0 – 0)           | 64e Guro Reiten | Arbitrage : Alyssa Nichols | Arbitrage : Alyssa Nichols |
| Christine Sinclair 49e | Rapport            | 45e Erin Cuthbert |                 | Arbitrage : Alyssa Nichols | Arbitrage : Alyssa Nichols |

### Finale
| 20 août 2022      | Olympique lyonnais | 4 – 0             | CF Monterrey | Providence Park, Portland |  |
|                   | Lindsey Horan 39e (pen.) · (Melvine Malard ) Lindsey Horan 43e · Sara Däbritz 53e · (Eugénie Le Sommer ) Signe Bruun 64e | (2 – 0)           |              |                           |  |
| Perle Morroni 15e | | 81e Yamile Franco |              |                           |  |

## Meilleures buteuses
|    | Joueuse              | Club               | Buts |
| -- | -------------------- | ------------------ | ---- |
| 1. | Lindsey Horan        | Olympique lyonnais | 3    |
| 2. | Signe Bruun          | Olympique lyonnais | 2    |
| 3. | Sara Däbritz         | Olympique lyonnais | 1    |
| 3. | Marissa Everett (en) | Portland Thorns    | 1    |
| 3. | Diana García (en)    | CF Monterrey       | 1    |
| 3. | Lauren James         | Chelsea            | 1    |
| 3. | Sam Kerr             | Chelsea            | 1    |
| 3. | Guro Reiten          | Chelsea            | 1    |